# Гросс-Фрідріхсбург
Гросс-Фрідріхсбург (нім. Groß Friedrichsburg), також відомий як Бранденбурзький Золотий Берег і Прусський Золотий Берег — бранденбурзька колонія в Центральній Африці, на узбережжі Гвінейської затоки, що існувала з 1683 по 1724 роки.

## Історія
1 січня 1683 року майор Отто Фрідріх фон дер Гребен з фрегатами Morian і Chur Prinz висадився на узбережжі сучасної Гани і розпочав будівництво форту Великий Фрідріхсбург (в Прінсес-Таун). Після переговорів із главами 14 місцевих племен було підписано договір, згідно з яким вони переходили під протекторат Бранденбургу. У наступні роки були побудовані два форти, а також невелике укріплення біля Таккорарі. Однак спроби просунутися далі вглиб континенту були зупинені запеклим опором голландської колонії, що володіла цими землями. Тим не менш, торгівля дорогоцінними металами та рабами процвітала.
В 1718 колонія була продана голландській Вест-Індійській компанії. Після від'їзду з колонії останнього бранденбуржця, командування фортецею перейняв Ян Конні. Він відмовився передавати фортецю голландцям і до своєї капітуляції в 1724 успішно відбивав всі їхні атаки . Надалі фортеця під назвою Форт-Голландія увійшла до складу колонії Нідерландська Гвінея.

## Зовнішні посилання
- www.grossfriedrichsburg.de [Архівовано 25 червня 2021 у Wayback Machine.]
- www.gondvana.de [Архівовано 18 червня 2021 у Wayback Machine.]

4°45′13″ пн. ш. 2°4′1″ зх. д. / 4.75361° пн. ш. 2.06694° зх. д.